# Энцберг, Николай Фридрих
Барон Николай Фридрих фон Энцберг (Nicola Friedrich von Enzberg; на русской службе назывался также д’Энсберг, Денсберг) — германский военачальник, участник войны за испанское наследство. Позже — генерал армии Петра I, участник Прутского похода (1711).

## Биография
Представитель германского дворянского рода Энцберг.
Участвовал в войне за испанское наследство, отличился защитой крепости Кель от французского маршала Виллара в начале войны. В 1705 году в чине полковника возглавил пехотный полк Швабского рейхсокруга (католический) Священной Римской империи, с 1706 года — генерал-фельдвахтмейстер (генерал-майор) пехоты.
Накануне Прутского похода Петра I принят на русскую военную службу в чине генерала, командовал пехотной дивизией в Прутском походе 1711 года против Турции, вместе с ним в дивизии служил бригадиром его зять барон Ремкимг.
После неудачного окончания похода в том же 1711 году уволен в отставку.
С 1712 года — фельдмаршал-лейтенант Имперской армии.